# Kiseszeny
Kiseszeny (Szernyehát, ukránul: Петрівка) település Ukrajnában, Kárpátalján, az Ungvári járásban.

## Fekvése
Csaptól délkeletre, Tiszaújfalu és Kisbakos között fekvő település.

## Története
A falut az 1930-as években alapították az elszlávosítás érdekében, a csehszlovák állam fennhatósága idején. 1938–44 között visszakerült Magyarországhoz.
1945-ben Szovjetunióhoz csatolták a települést. 1991 óta Ukrajnához tartozik.

## Népessége
| 2001 | 415 |

2020-ban 450 lakosa volt (nemzetiségi összetételt nem írtak össze de tény, hogy az ukránok vannak többségben).
A népesség anyanyelv szerinti megoszlása a teljes népesség %-ában (2001)